# امیر شلاخ
امیر شلاخ (به انگلیسی: Amir Schelach) مدافع اهل اسرائیل است که از سال ۱۹۹۲ تا ۲۰۰۱ میلادی عضو تیم ملی فوتبال اسرائیل بوده و در ۸۵ بازی ملی حضور داشته است.